# باشگاه فوتبال الفتح

باشگاه فوتبال الفتح (عربی: اتحاد الفتح الریاضی) یک باشگاه فوتبال در مراکش است. این باشگاه که در شهر رباط قرار دارد در سال ۱۹۴۶ میلادی تأسیس شده است.